# Liste der Gouverneure von Tucumán

Schenkungen Karls V. in Südamerika

Der Gouverneur von Tucumán, Juríes und Diaguitas regierte die spanische Provinz (auch: Gouvernement, spanisch: Gobernación), die im Nordwesten der heutigen Republik Argentinien bestand.
Zunächst fiel das Gebiet im Rahmen der Schenkungen von König Karl V. in die Bereiche von Neutoledo und Neu-Andalusien. Die Grenzen dieser Gebiete waren ohne Rücksicht auf Naturräume abstrakt gezogen und bildeten Abschnitte von 200 Leguas in Nord-Süd-Richtung jeweils vom Atlantik zum Pazifik. Mit der ersten dauerhaften Besiedlung und der Gründung der Gobernación de Nueva Extremadura (die später in Generalkapitanat Chile umbenannt wurde) ordnete sich die Verwaltung der spanischen Besitzungen.

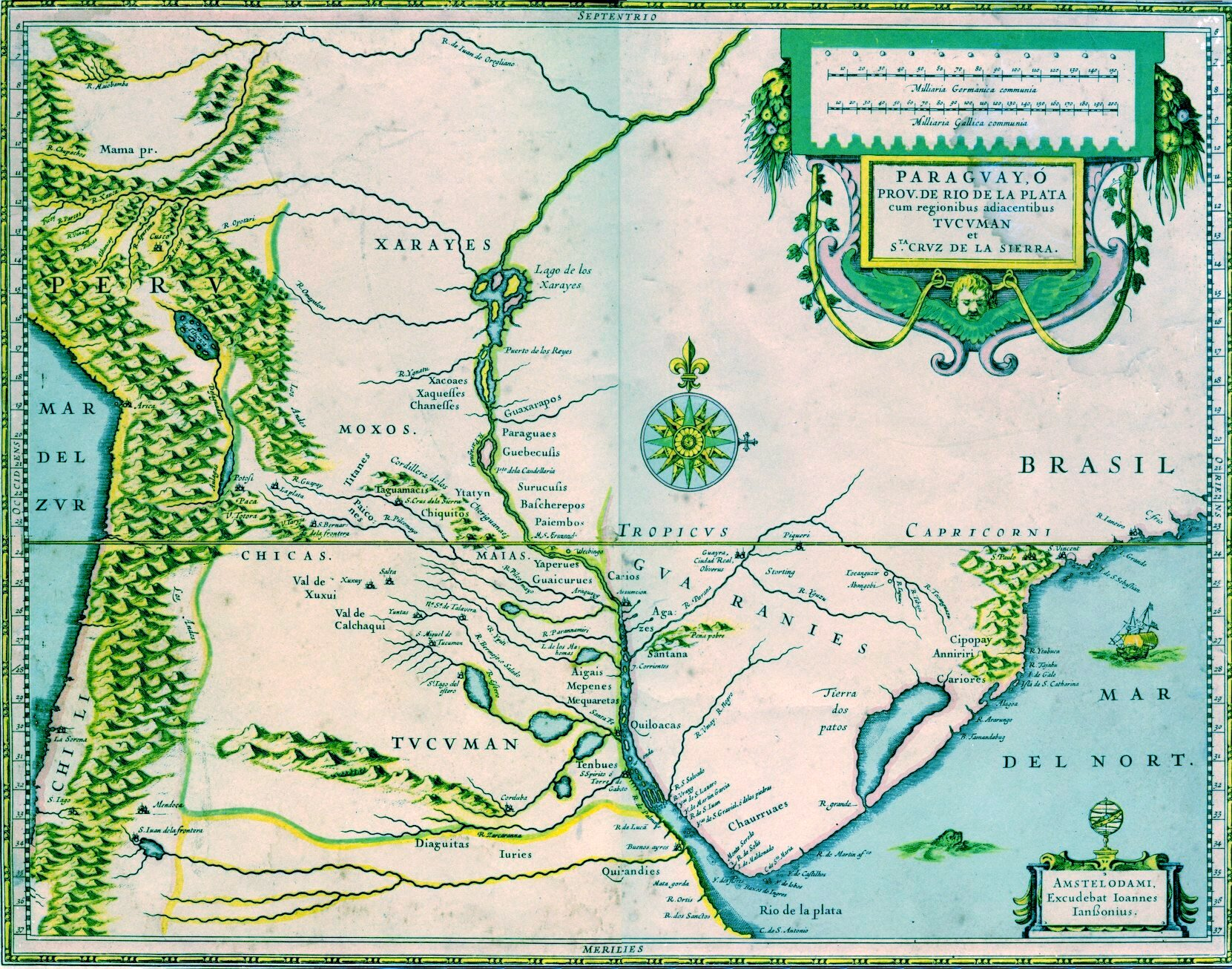
Die Region Tucumán um 1600

1543 wurde das Vizekönigreich Peru errichtet, um die südamerikanischen Kolonien vor Ort zu regieren. Der Vizekönig Pedro de la Gasca ernannte 1549 mit Juan Núñez de Prado den ersten Gouverneur der Provinz. 1563 folgte die Gründung der Real Audiencia von Charcas, die auch für das Gebiet von Tucumán zuständig war.
1663 wurde Tucumán kurze Zeit der ersten Real Audiencia von Buenos Aires unterstellt; nach deren Auflösung 1671 berichteten die Gouverneure wieder nach Charcas. 1776 gründeten die Spanier ein eigenes Vizekönigreich des Río de la Plata, zu dem auch Tucumán zählte. Mit den Verwaltungsreformen von 1782 endete die Herrschaft der Gouverneure von Tucumán, als die Provinz zu einer Intendencia des Vizekönigreichs umgewandelt wurde.

## Regentschaft vonKarl V.– direkt dem Vizekönig unterstellt
| Herrschaft | Name                | Anmerkung |
| ---------- | ------------------- | --------- |
| 1549–1552  | Juan Núñez de Prado |           |

## Regentschaft vonKarl V.– dem Gouverneur von Chile unterstellt
| Herrschaft | Name                 | Anmerkung |
| ---------- | -------------------- | --------- |
| 1552–1554  | Francisco de Aguirre |           |
| 1554–1556  | Juan Gregorio Bazán  |           |

## Regentschaft vonPhilipp II.– dem Gouverneur von Chile unterstellt
| Herrschaft | Name                  | Anmerkung       |
| ---------- | --------------------- | --------------- |
| 1556–1557  | Rodrigo de Aguirre    |                 |
| 1557–1558  | Gregorio de Ardiles   |                 |
| 1558–1561  | Juan Pérez de Zurita  |                 |
| 1558–1563  | Gregorio de Castañeda |                 |
| 1563       | Juan Gregorio Bazán   | zweite Amtszeit |

## Regentschaft vonPhilipp II.– bei der Audiencia von Charcas (1563 bis 1598)
| Herrschaft | Name                        | Anmerkung       |
| ---------- | --------------------------- | --------------- |
| 1563–1573  | Francisco de Aguirre        | zweite Amtszeit |
| 1567–1569  | Diego Pacheco               |                 |
| 1569–1570  | Francisco de Aguirre        | dritte Amtszeit |
| 1570       | Pedro Diego de Arana        | interimistisch  |
| 1570       | Nicolás Carrizo             |                 |
| 1571–1574  | Gerónimo Luis de Cabrera    |                 |
| 1574–1577  | Gonzálo de Abréu y Figueroa |                 |
| 1577–1584  | Hernando de Lerma           |                 |
| 1584–1586  | Alonso de Cepeda            |                 |
| 1586–1593  | Juan Ramírez de Velasco     |                 |
| 1593–1595  | Fernando de Zárate          |                 |
| 1595–1600  | Pedro Mercado de Peñalosa   |                 |

## Regentschaft vonPhilipp III.(1598 bis 1621)
| Herrschaft | Name                            | Anmerkung |
| ---------- | ------------------------------- | --------- |
| 1600–1603  | Francisco Martínez de Leiva     |           |
| 1603–1605  | Francisco de Barraza y Cárdenas |           |
| 1605–1612  | Alonso de la Rivera             |           |
| 1612–1619  | Luis de Quiñones Osorio         |           |
| 1619–1621  | Juan Alonso de Vera y Aragón    |           |
| 1621–1627  | Martín de Ledesma y Valderrama  |           |

## Regentschaft vonPhilipp IV.– bei der Audiencia von Charcas (1621 bis 1663)
| Herrschaft | Name                              | Anmerkung |
| ---------- | --------------------------------- | --------- |
| 1627–1637  | Felipe de Albornoz                |           |
| 1637–1642  | Francisco de Aveñado y Valdivia   |           |
| 1642       | Gil de Oscáriz Beaumont y Navarra |           |
| 1642–1644  | Baltasar Pardo y Figueroa         |           |
| 1644–1650  | Gutierrez de Acosta y Padilla     |           |
| 1650–1651  | Francisco Gil de Negrete          |           |
| 1651–1655  | Roque Nestares Aguado             |           |
| 1655–1660  | Alonso Mercado y Villacorta       |           |
| 1660–1662  | Jerónimo Luis de Cabrera          |           |
| 1662–1663  | Lucas de Figueroa y Mendoza       |           |
| 1663       | Diego de Trejo                    |           |

## Regentschaft vonPhilipp IV.– bei der Audiencia von Buenos Aires (1663 bis 1665)
| Herrschaft | Name                           | Anmerkung       |
| ---------- | ------------------------------ | --------------- |
| 1663–1664  | Pedro de Montoya               |                 |
| 1664–1670  | Alonso de Mercado y Villacorta | zweite Amtszeit |

## Regentschaft vonKarl II.– bei der Audiencia von Buenos Aires (1665 bis 1671)
| Herrschaft | Name            | Anmerkung |
| ---------- | --------------- | --------- |
| 1670–1674  | Ángel de Peredo |           |

## Regentschaft vonKarl II.– bei der Audiencia von Charcas (1674 bis 1700)
| Herrschaft | Name                              | Anmerkung |
| ---------- | --------------------------------- | --------- |
| 1674–1678  | José de Garro                     |           |
| 1678–1681  | Juan Diez de Andino               |           |
| 1681–1686  | Fernando de Mendoza Mate de Luna  |           |
| 1686–1691  | Tomás Félix de Argandoña Alicante |           |
| 1691–1696  | Martín de Jáuregui                |           |
| 1696–1701  | Juan de Zamudio                   |           |

## Regentschaft vonPhilipp V.(1700 bis 1746)

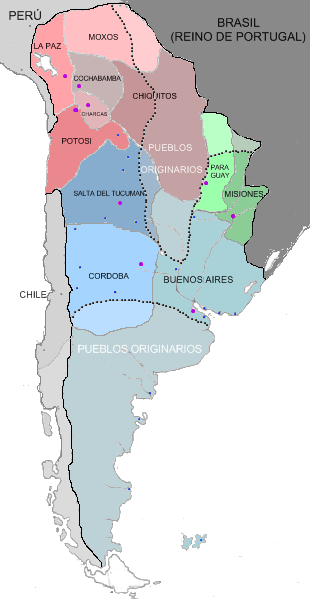
Vizekönigreich des Río de la Plata ab 1776

| Herrschaft | Name                                 | Anmerkung |
| ---------- | ------------------------------------ | --------- |
| 1701–1702  | José de la Torre Vela                |           |
| 1702–1707  | Gaspar de Barahona                   |           |
| 1707–1724  | Esteban de Urizar y Arespacochaga    |           |
| 1724–1725  | Isidro Ortiz de Haro                 |           |
| 1725–1727  | Alonso de Alfaro                     |           |
| 1727–1730  | Baltasar de Abarca y Velasco         |           |
| 1730–1732  | Manuel Félix de Arache               |           |
| 1732–1735  | Juan de Armaza y Arregui             |           |
| 1735–1739  | Matías de Anglés y Gortari           |           |
| 1739–1743  | Juan de Santiso y Moscoso            |           |
| 1743–1749  | Juan Alonso Espinosa de los Monteros |           |

## Regentschaft vonFerdinand VI.(1746 bis 1759)
| Herrschaft | Name                             | Anmerkung |
| ---------- | -------------------------------- | --------- |
| 1749–1752  | Juan Victorino Martínez de Tineo |           |
| 1752–1757  | Juan Francisco Pestaña Chumacero |           |
| 1757–1764  | Joaquín Espinoza y Dávalos       |           |

## Regentschaft vonKarl III.– bei der Audiencia von Charcas (1759 bis 1776)
| Herrschaft | Name                          | Anmerkung |
| ---------- | ----------------------------- | --------- |
| 1764–1769  | Juan Manuel Fernández Campero |           |
| 1769–1775  | Gerónimo de Matorras          |           |
| 1775–1777  | Francisco Gabino Arias        |           |

## Regentschaft vonKarl III.– imVizekönigreich Río de la Plata(1776 bis 1788)
| Herrschaft | Name                                    | Anmerkung |
| ---------- | --------------------------------------- | --------- |
| 1777–1778  | Antonio Arriaga                         |           |
| 1778–1782  | Andrés de Mestre                        |           |
| ab 1782    | Intendentes der Intendencia von Tucumán |           |